# Barrage d'Imfout
 (septembre 2015).
Si vous disposez d'ouvrages ou d'articles de référence ou si vous connaissez des sites web de qualité traitant du thème abordé ici, merci de compléter l'article en donnant les références utiles à sa vérifiabilité et en les liant à la section « Notes et références ».
Le barrage d'Imfout est un barrage situé sur l'oued Oum Er-R'bia, à l'aval de l'important barrage de régularisation d'Al Massira et à 20 km du centre de Machraa Ben Abbou (en), sur la route Casablanca-Marrakech. Il a été réalisé entre 1939 et 1944 pour dériver les eaux régularisées par le barrage Al Massira vers le bas Service (61 000 ha) et Haut service (35 000 ha) des Doukkala-Abda en produisant de l'énergie par turbinage au fil de l'eau.

## Présentation
D'une superficie de 27 000 km2, le bassin versant au niveau du barrage d'Imfout est caractérisé par un climat continental avec des influences océaniques très marquées. Il ne reçoit que de faibles précipitations ne dépassant guère 350 mm. Le débit annuel ruisselant est de 100 m3/s en moyenne mais connaît des variations inter-saisonnières assez importantes.
Le barrage d'Imfout contrôle ce débit depuis 1944 et alimente, par le biais d'une galerie en charge longue de 17 km, le canal qui dessert le périmètre des Doukkalas. Ce barrage contrôlait pendant plus de trente ans – sans protection – cet important bassin versant si bien qu'il est aujourd'hui presque complètement envasé.
Dans la région d'Imfout, le lit de l'Oum Er-R'bia est très encaissé. Les emplacements possibles pour un barrage étaient nombreux. Le site retenu fut choisi parce qu'il offrait la possibilité d'une surélévation. La zone d'appui du barrage est constituée de quartzites en gros bancs séparés par des intercalations schisteuses d'épaisseurs variables.